# Megasema colorado
Megasema colorado är en fjärilsart som beskrevs av Smith 1891. Megasema colorado ingår i släktet Megasema och familjen nattflyn. Inga underarter finns listade i Catalogue of Life.